# لوتشيانو لياندرو
لوتشيانو لياندرو هو لاعب كرة قدم ومدرب كرة قدم برازيلي، ولد في 1 فبراير 1966.